# 1953 en France
Chronologie de la France
- 1949
- 1950
- 1951
- 1952
- 1953
- 1954
- 1955
- 1956
- 1957

Cette page présente les faits marquants de l'année 1953 en France.

## Évènements
- 8 janvier-21 mai : gouvernement René Mayer[1]. Pierre Courant, nommé au ministère chargé de la Reconstruction, prépare une loi (Plan Courant) destinée à accélérer la construction de logements économiques par l'adoption de plans-types urbains[2].
- 12 janvier-13 février : procès des meurtriers d'Oradour devant le tribunal militaire de Bordeaux, 21 membres de la division SS Das Reich dont quatorze « Malgré-nous »[3]. Un Allemand est condamné à mort, un est acquitté, les autres condamnés à des peines de travaux forcés ou de prison de 5 à 12 ans. 42 allemands jugés par contumace sont condamnés à mort. Un Alsacien est condamné à mort, quatre à des peines de prison et neuf aux travaux forcés[4].
- 21 janvier : un arrêté met en place au sein du commissariat général au Plan une commission de la construction chargée de permettre la construction de 240 000 logements par an[2].
- 22 janvier : la Banque de France accorde une avance provisoire de 25 milliards de francs au gouvernement[5].

- 7 février : loi de finance qui exonère d'impôts locaux les ménages à faibles revenus et programme la révision quinquennale des évaluations cadastrales[6].
- 9 février : mise en vente du premier livre de poche, Kœnigsmark de Pierre Benoit[7].
- 20 février : loi portant amnistie en faveur des soldats alsaciens enrôlés de force dans la Wehrmacht qui ont participé au massacre d'Oradour-sur-Glane[3].
- 25 février :
  - Charles de Gaulle prend position contre la CED lors d’une conférence de presse[8].
  - sortie du film Les Vacances de monsieur Hulot, de Jacques Tati[9].

- 24 mars : le gouvernement passe une convention avec la Banque de France qui lui accorde une avance provisoire de 80 milliards de francs ; le remboursement, prévu initialement pour le 31 mai 1953, est reporté au 1er juillet[5].
- 27 mars : l'Assemblée nationale vote le Plan Courant (Pierre Courant, ancien maire du Havre est le ministre chargé de la Reconstruction et de l'urbanisme) par 479 voix contre 101. Ce plan entre en vigueur le 16 avril. Il lie une loi foncière, un mode de financement et une programmation normalisée. Des avantages spéciaux (avec réductions d'impôt) sont accordés aux acquéreurs de terrains qui s’engagent à y construire un logement. La revente ou la location de locaux d’habitation répondant à des plans-types est facilitée et garantie avec des aides de l'État durant 20 ans. La loi crée une épargne-construction à taux réduit accompagnée de diverses bonifications devant encourager l’investissement de la classe moyenne. Les sinistrés de guerre peuvent cumuler leurs droits aux indemnités de dommages de guerre et les aides à la construction de l'État. Des aides sont accordées à tous ceux qui quittent les villes pour s’installer à la campagne[10]. En août, une contribution obligatoire des entreprises à l'effort de construction est créée, elle représente 1 % de la masse salariale et sert au financement du logement social[11].
- 15 - 29 avril : Festival de Cannes[12].
- 22 avril : sortie du film franco-italien Le Salaire de la peur d'Henri-Georges Clouzot[11].
- 26 avril et 3 mai : recul du RPF, qui n'obtient que 10,6% des voix et du PCF (20% des voix avec un recul de 10%) aux élections municipales[13].

- 6 mai : 
  - après son échec aux municipales, Charles de Gaulle rend leur liberté aux élus du RPF, ce parti sera mis en sommeil en septembre 1955[13].
  - création de la société de crédit à la consommation « Cetelem » par Jacques de Fouchier[14].
- 16 mai : premier numéro de l'hebdomadaire « l'Express » créé par Jean-Jacques Servan-Schreiber et Françoise Giroud, alors supplément hebdomadaire du journal économique Les Échos[15].
- 21 mai : chute du gouvernement René Mayer[16].
- 26 mai : les parlementaires gaullistes fondent l'Union Républicaine d'Action Sociale (URAS)[17].
- 27 mai : échec de l'investiture de Paul Reynaud (il obtient 276 voix, 235 députés se prononcent contre, 89 s'abstiennent volontairement, 20 ne prennent pas part au vote)[16].
- 3 juin : discours d'investiture à l'assemblée nationale de Pierre Mendès France ; « Gouverner, c'est choisir, si difficiles que soient les choix. »[16].
- 4 juin : investiture manquée de Pierre Mendès France : il recueille 301 voix contre 119 pour une majorité à 314 et 202 abstentions[18].
- 23 juin : nouvelle avance provisoire de la Banque de France au gouvernement de 50 milliards de francs[5].

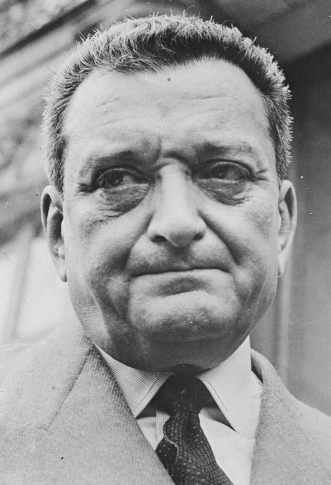
Joseph Laniel en décembre 1953.

- 26 juin : Joseph Laniel président du conseil[11]. Il bénéficie de la lassitude d'une partie des députés, de sa relative neutralité politique au cours des mois précédents, de son ancienne appartenance au CNR (pour les députés de droites). Son gouvernement formé le 28 juin obtient la confiance le 30 juin par 386 voix contre 211[19].
- 30 juin : arrêt de la Cour de cassation rendant la SNCF responsable du déraillement d'un train par sabotage survenu lors des grèves de 1947 et 1948[20].
- 2 juillet : l'Assemblée nationale vote à l'unanimité des 615 votants la constitution d'une commission d'enquête parlementaire sur le trafic des piastres indochinoise[21].

- 5 juin : sortie à Paris du film franco-italien  de Julien Duvivier Le Retour de don Camillo (Il ritorno di don Camillo[22].
- 8 juillet : l'Assemblée nationale vote des pouvoirs spéciaux au gouvernement Laniel (329 voix contre 277) lui permettant de légiférer par décret-loi dans le domaine économique pour réduire le déficit public qui devient abyssal avec le financement des opérations militaires extérieures et la crise économique. Ce vote sera à l'origine d'une des plus grandes crises sociales de la IVe République[19] (loi du 11 juillet 1953).
- 9 juillet : premier incident contre un contrôle fiscal à Aynac dans le Lot[23].
- 14 juillet : sept morts par balles, dont six Algériens, Place de la Nation à Paris, lors de la manifestation contre le colonialisme en Algérie[1].
- 17-19 juillet : opération Hirondelle dans la guerre d’Indochine[24].
- 21 juillet : premières contestations populaires sur la lourdeur des impôts indirects, qui défavorise les petits entrepreneurs, artisans et commerçants. A Saint-Céré, un contrôle fiscal collectif est violemment contesté par une équipe de petits commerçants et artisans menée par le papetier Pierre Poujade. La contestation, d'abord locale, gagne bientôt l’ensemble du département du Lot puis, au cours de l’année 1954, toute la France rurale du sud de la Loire[23].
- 26 juillet : première victoire de Louison Bobet dans le Tour de France[25].
- 28 juillet : début de l’opération Camargue sur la côte annamite dans la guerre d’Indochine[26].
- Le 1er août 1953, les derniers bagnards et leurs surveillants rentraient en France[27].
- 4 août : déclenchement d'une grève illimitée par les postiers de Bordeaux[19].
- 5 août : grève générale des employés des services publics et parapublics, à la suite de l'annonce par le gouvernement modéré de Joseph Laniel, d'un plan d'économies dans la fonction publique et les entreprises nationalisées et du recul de l'âge de la retraite. Le 7 août il y a deux millions de grévistes. Le travail reprend le 25 août[28].
- 6 août : loi portant amnistie de certaines infractions commises durant la Seconde Guerre mondiale[29].
- 9 août :
  - décret-loi majorant la contribution obligatoire des entreprises à l'effort de construction, équivalent à 1 % de la masse salariale dite « 1 % patronal »[11].
  - décret n°53-707 du gouvernement Laniel renforçant les moyens de contrôle de l’État sur les entreprises publiques nationales et certains organismes ayant un objet d'ordre économique ou social[30]. Il réglemente les ententes commerciales et industrielles horizontales pour limiter la hausse des prix et l'inflation. Une commission technique des ententes  est créé visant à mettre fin aux pratiques qui, en restreignant la juste concurrence commerciale, s'opposent à toute baisse de prix. La commission est chargée de surveiller l'interdiction de toutes les pratiques qui contrarient le plein exercice de la concurrence en s'opposant à l'abaissement des prix de revient ou des prix de vente[31].
- 14 août : sortie en France Spartacus (Spartaco), film franco-italien de Riccardo Freda[réf. souhaitée].

- 1er septembre : catastrophe aérienne du mont Cimet[32].
- 30 septembre : 
  - train de décrets-lois sur l'innovation dans les secteurs les plus divers : les entreprises de crédit différé, les marchés d'intérêts national (MIN), les marchés et les prix agricoles (céréaliers et viticoles, notamment), la formation des experts comptables, la concurrence avec la création de la commission nationale technique et des commissions départementales des ententes. Ces mesures doivent aboutir à terme à la structuration de l'emménagement économique du territoire français[33],[34].
  - décret-loi sur la réforme de la justice avec la création des tribunaux administratifs[35].

- 12 octobre :
  - les agriculteurs barrent les routes de France dans 18 département du Centre et du Centre-Ouest, action à l'initiative du Comité d'Action du Centre, dit Comité de Guéret, créé le 22 septembre[36].
  - début de l'affaire Marty ; Marguerite Marty, accusée d'avoir empoisonné sa cousine Jeanne Candela est arrêtée à Dorres[37].
- 15 octobre-6 novembre : opération Mouette dans la guerre d’Indochine[24].
- 16, 17 et 18 octobre : états généraux des communes d'Europe réunis à Versailles sous la présidence d'Édouard Herriot, Président de l'Assemblée nationale. Un millier de maires de seize pays européens adoptent une « Charte européenne des libertés communales », à l'origine de la Charte européenne de l'autonomie locale adoptée par le Conseil de l'Europe le 15 octobre 1985[38].
- 19 octobre : deux cents commerçants et artisans du Lot réunis à Gramat élaborent un programme de revendication fiscales[23].
- 22 octobre : indépendance du Laos dans le cadre de l'Union française[39].
- 30 octobre : le prix Nobel de la paix 1952 est attribué au français Albert Schweitzer[40].
- 9 novembre : indépendance du Royaume du Cambodge, obtenue pacifiquement par le roi Norodom Sihanouk dans le cadre de l’Union française[41].
- 20 novembre : dans le cadre de l'opération Castor, deux bataillons de parachutistes français sautent sur Diên Biên Phu[42].
- 29 novembre : congrès constitutif à Cahors de l'Union de défense des commerçants et artisans fondé par Pierre Poujade, pour lutter contre les contrôles fiscaux multipliés chez les commerçants pour juguler la hausse des prix[23].

- 23 décembre : à l’élection présidentielle, René Coty est élu au suffrage indirect au 13e tour de scrutin par 477 voix contre 329 à son adversaire Marcel-Edmond Naegelen. René Coty est le dernier président de la IVe République et succède à Vincent Auriol[43].

## Naissances en 1953
- 28 janvier : Richard Anconina, acteur français.
- 14 juillet : Dorothée, animatrice de télévision, actrice et chanteuse française.
- 18 juillet : Jean-Louis Faure, acteur de doublage français († 27 mars 2022).
- 9 septembre : Philippe Risoli, présentateur télévisé français.
- 4 octobre : Tchéky Karyo, acteur français
- 18 novembre : Jean-François Gallotte, acteur français
- 23 novembre : Francis Cabrel, chanteur,, auteur-compositeur français.
- 1er décembre : Antoine de Caunes, acteur et animateur de la télévision.